# Гота (окръг)
 Тази статия е за окръга в Германия.  За града вижте Гота.  
Гота (на немски: Gotha) е окръг в Централна Германия, провинция Тюрингия с площ 936 км2 и население 135 521души (по приблизителна оценка за декември 2017 г.). Административен център е град Гота. Граничи с град Ерфурт и окръзите Илм-Крайс, Шмалкалден-Майнинген, Вартбургкрайс, Унщрут-Хайних и Зьомерда.

## Административно деление
Окръга се поделя на 5 амта, които се състоят от градове и общини.

## Политика
Окръжния съвет е съставен от 50 места.
След проведените местни избори на 7 юни 2009 година, резултатите са следните:
| Политическа сила               | Места |
| ХДС                            | 17    |
| СДП                            | 15    |
| Левица                         | 7     |
| Свободни гласоподаватели       | 3     |
| Гражданска инициатива „Гота“   | 2     |
| Зелените                       | 2     |
| НДП                            | 2     |
| Свободна демократическа партия | 2     |